# Neopelma sulphureiventer
Neopelma sulphureiventer е вид птица от семейство Манакинови (Pipridae).

## Разпространение
Видът е разпространен в Боливия, Бразилия и Перу.